# Елена Дукина
Елена Дукина, още и Елена Ангелина (на гръцки: Ελένη Δουκαίνα, Ελένη Αγγελίνα) е епирска принцеса и кралица на Сицилия (1259 – 1266), втора съпруга на крал Манфред Сицилиански.

## Произход
Родена е през 1242 година. Тя е дъщеря на епирския деспот Михаил II Комнин Дука (1205 – 1266/1268) и Теодора Петралифина (1225 – сл. 1270), дъщеря на севастократор Йоан Петралифа. В историческите извори баща ѝ често се споменава като Михаил Ангел.
Елена е сестра на епирския деспот Никифор I Комнин Дука, Димитър Дука Комнин Кутрулис и на Йоан I Дука, деспот на Тесалия. Внучка е на Михаил I Комнин Дука, незаконен сина на севастократор Йоан Дука. Прадядо ѝ е син на Константин Ангел и Теодора Комнина, дъщеря на император Алексий I Комнин и на Ирина Дукина, чиято благородническа фамилия Йоан използва като своя.

## Кралица на Сицилия
Елена Дукина е омъжена за сицилианския крал Манфред, като бракът им е сключен някъде между годината на смъртта на първата му съпруга Беатрис Савойска през 1257 г. и възкачването му на сицилианския престол на 10 август 1258 г.
От 1254 Манфред управлява Сицилия като регент на племенника си Конрадин. През 1256 г. Никейската империя превзема град Дирахиум от Епирското деспотство, а през 1257 г. Манфред успява на свой ред да превземе града и околностите му. Михаил II все още предявявал териториални претенции към града, но по това време се готвил да превземе Солун. Поради това Михаил II предпочел да сключи съюз със Сицилия, която също имала да решава по-неотложни въпроси. Съюзът е договорен и скрепен с брак между Манфред Сицилиански и Елена. Зестрата на булката включвала град Дирахиум, заедно с прилежащите му околности, заедно с остров Корфу.
Крал Манфред Сицилиански е убит в битката при Беневентум на 26 февруари 1266 г., сражавайки се срещу войските на Карл I Анжуйски, който успява да превземе Сицилия. Карл Анжуйски заловил Елена Дукина и я хвърля през март 1266 г. заедно с прислугата ѝ в затвора в замъка „Ночера“. Тя умира пет години по-късно по време на своето пленничество. През 1271 г. Карл освобождава прислугата.

## Деца
Елена и Манфред имат пет деца:
- Беатрис Сицилианска (1258 – 1307), омъжена I. за Райнер Герадеска, II. за Манфредо IV († 1340), 1279 маркграф на Салуцо
- Фридрих Сицилиански (1259 – ок. 1312)
- Хайнрих Сицилиански (1260 – 1318) в затвор
- Енцо Сицилиански (1261 – 1301)
- Флорделис Сицилиански (1266 – 1297)